# 新加坡國立大學计算學院

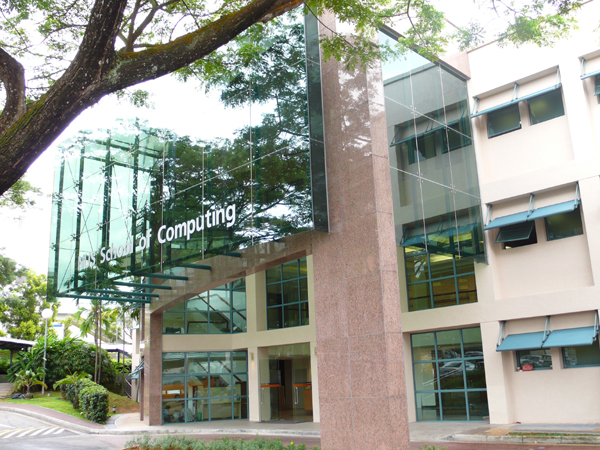
COM1，為院長辦公室和計算機學系大楼。

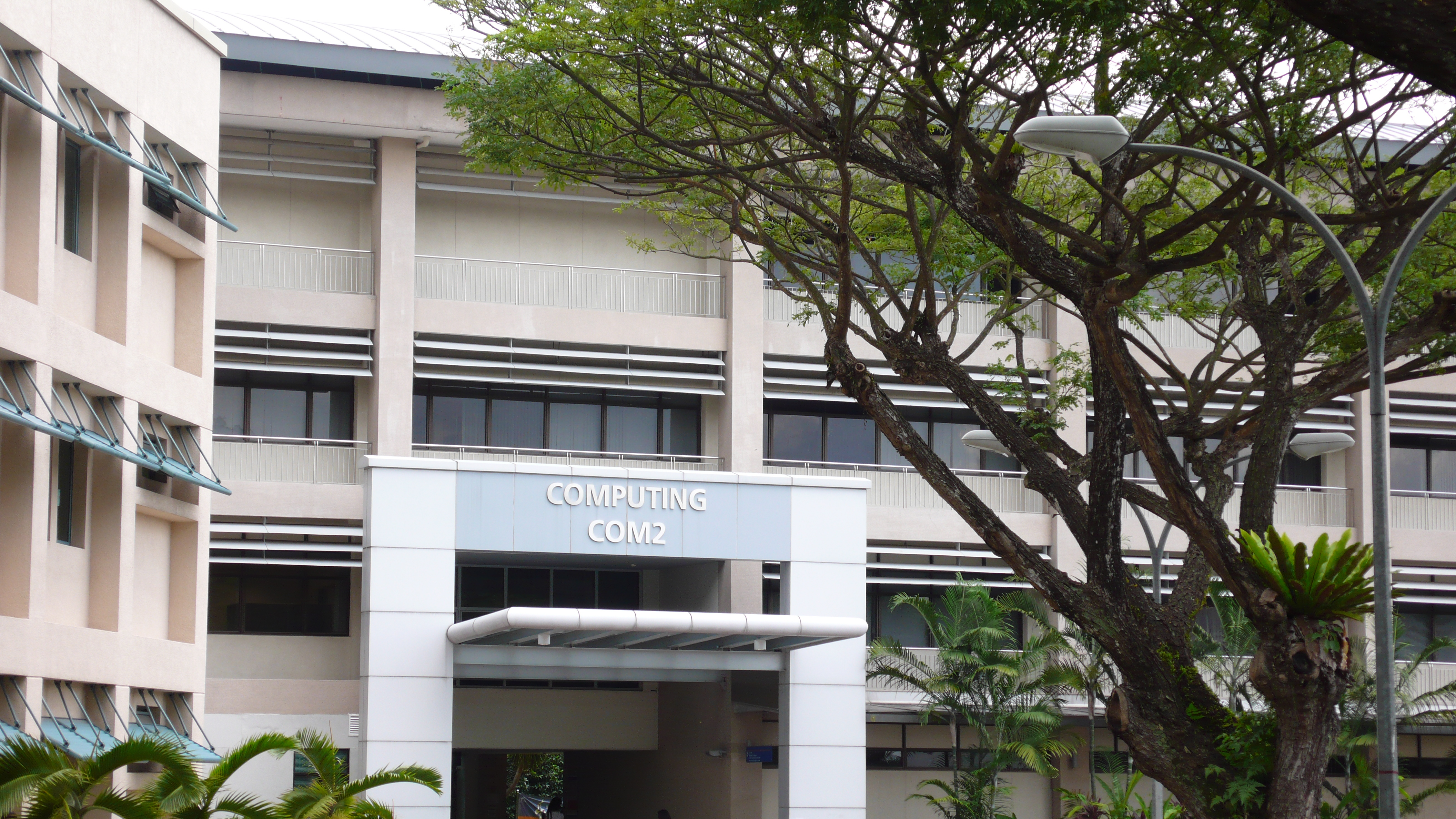
COM2，為資訊系統分析學系大楼

新加坡國立大學计算學院 (英语：NUS School of Computing) 是新加坡國立大學的學院之一。學院之下設有計算機科學系及資訊系統分析學系。

## 历史
計算機學院成立於1998年，然而它的前身可追溯到1983年的資訊系統與計算機科學系 (DISCS)。在更之前更可以追溯到1975年新加坡大學-南洋大學聯合校園時代的計算機系 (DCS)。學院由一個執行委員會管理，並受產業諮詢委員會指導。 現任院長是教授 MOHAN  S  KANKANHALLI。

### 世界排名
新加坡國立大學校計算機學院在世界分科排名中名列前茅。在 2018 QS 計算科學排名中與多倫多大學並列全球第十，在 2018 泰晤士計算科學排名中則排全球第十三位。
在2018年USnews排名中，国大计算机科学排名世界第四。

### 院轄系所
計算機科學系和資訊系統分析系的研究方向包括：

#### 計算機科學系
- 人工智能、計算生物學、數據庫管理系統、多媒體、系統和網絡、編程語言和軟件工程、安全學、算法和理論

#### 資訊系統分析學系
- 資料科學和商務分析、經濟信息系統、社交媒體和數位商務、醫療保健信息系統、信息系統的管理和創新、服務經濟中的數位創新

## 外部連結
- 新加坡國立大學計算機科學院網頁 （页面存档备份，存于）